# Пол Коскєлскі
Пол Коскєлскі (англ. Paul Koscielski; нар. 1 лютого 1966) — колишній американський тенісист.
Найвищу одиночну позицію світового рейтингу — 254 місце досяг 30 жовтня 1989, парну — 262 місце — 18 лютого 1991 року.

## Титули на челленджерах

### Одиночний розряд: (1)
| Рік  | Турнір            | Покриття | Суперник      | Рахунок  |
| ---- | ----------------- | -------- | ------------- | -------- |
| 1989 | Йоганнесбург, ПАР | Трава    | Вейн Феррейра | 6–3, 6–3 |